# Nichtraucherschutzgesetze in der Schweiz
Nichtraucherschutzgesetze in der Schweiz gibt es auf Bundes- und Kantonsebene.

## Bundesebene

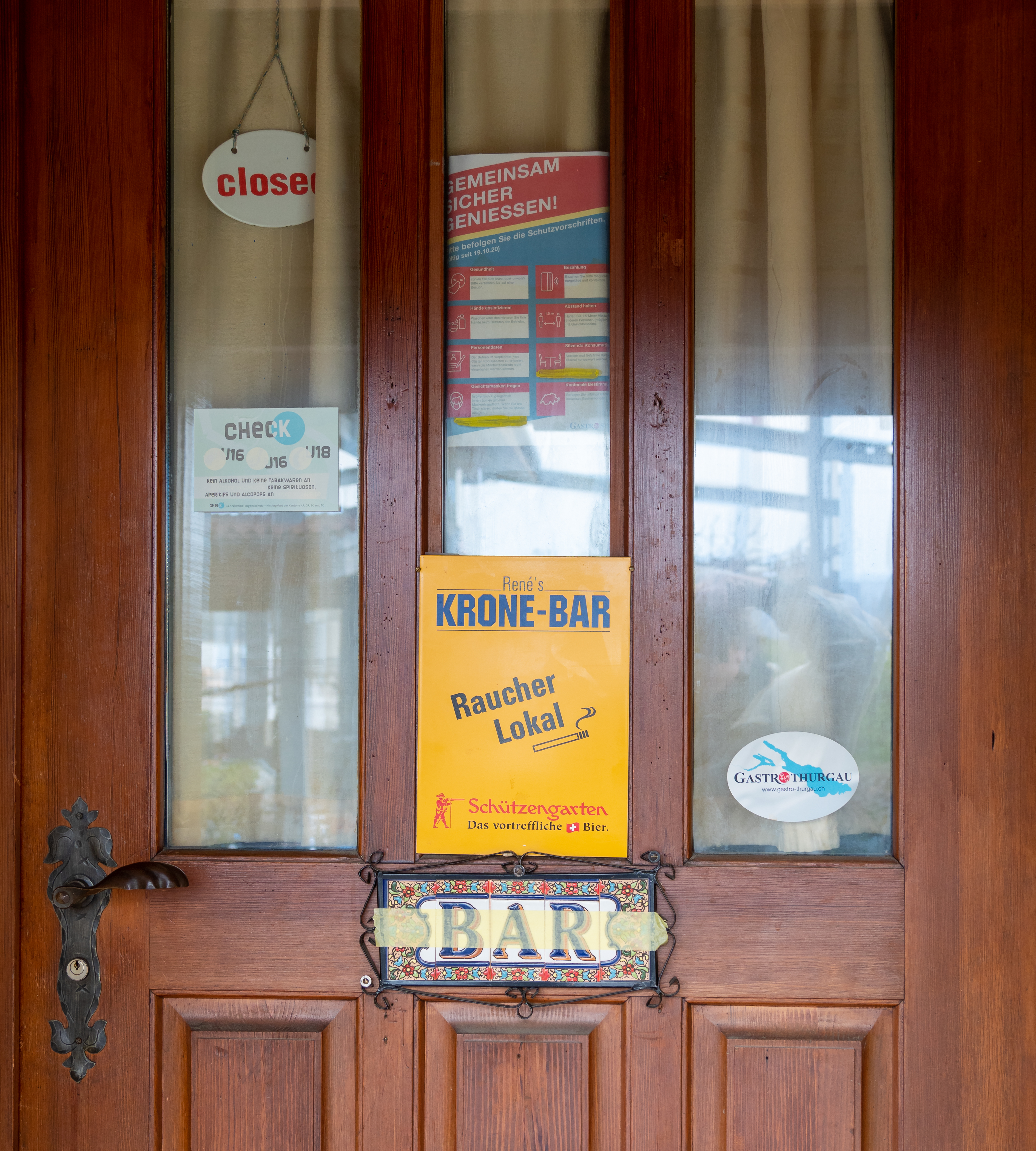
Begrenzter Nichtraucherschutz: Raucherlokal im Thurgau

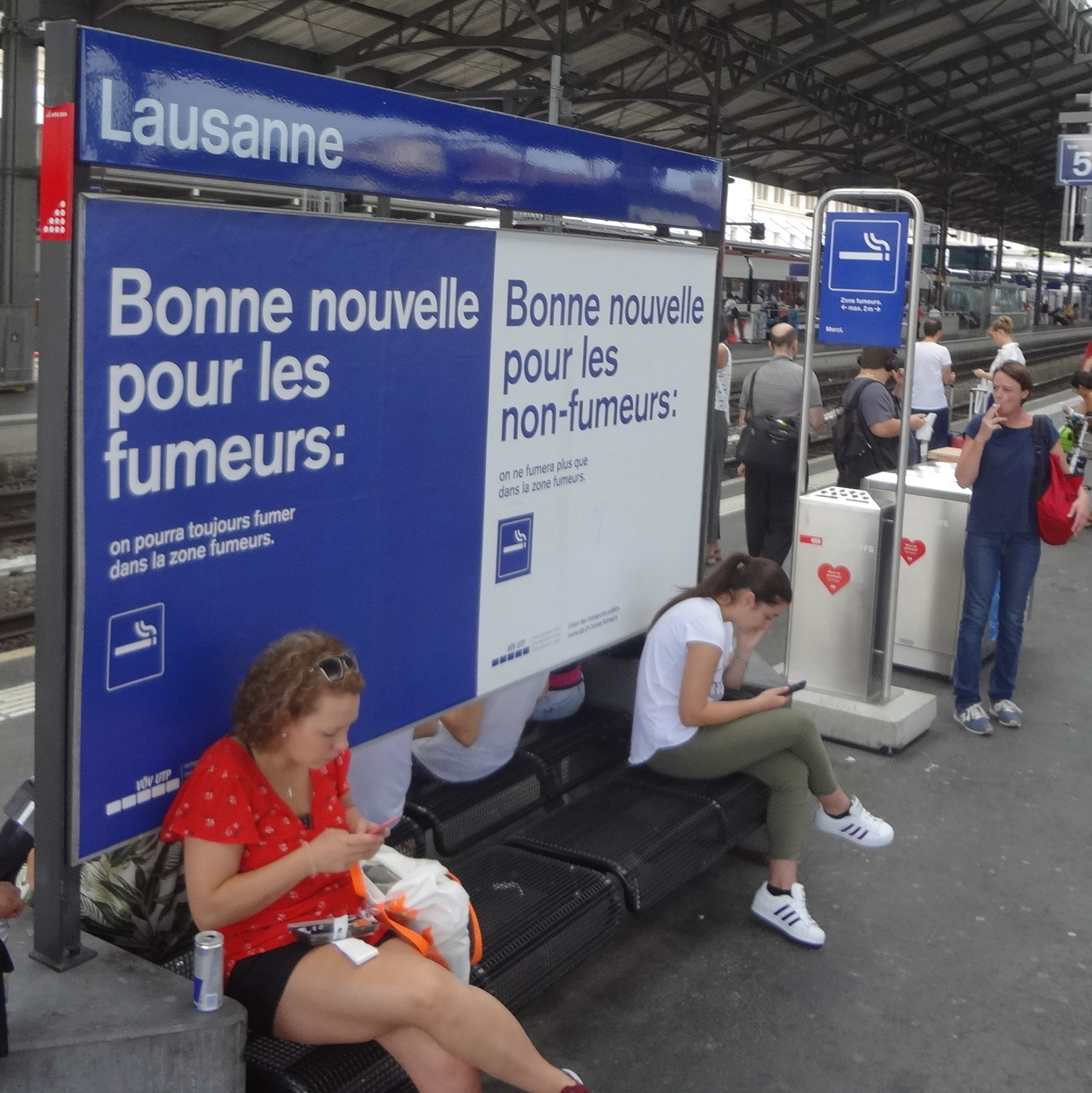
Im 2019, die Schweizerischen Bundesbahnen (SBB) haben das Rauchen auf den Bahnsteigen der Bahnhöfe teilweise verboten.

In der Schweiz gilt seit 1. Mai 2010 das Bundesgesetz zum Schutz vor Passivrauchen. Alle geschlossenen Räume müssen rauchfrei sein, wenn sie öffentlich zugänglich sind oder mehreren Personen als Arbeitsplatz dienen. Erlaubt bleibt das Rauchen in abgetrennten, bedienten Raucherräumen, in Raucherbetrieben bis maximal 80 m² Fläche, im Freien und in privaten Haushalten.
Öffentliche Verkehrsmittel sind bereits seit dem 11. Dezember 2005 rauchfrei, in Teilen der meisten Bahnhöfe darf aber weiterhin geraucht werden. Das Rauchverbot gilt auch für internationale Züge, wenn sie in der Schweiz fahren, wie auch für international verkehrende Züge mit Schweizer Rollmaterial im Ausland.
Die Kantone dürfen strengere Vorschriften erlassen. In 15 Kantonen ist der Nichtraucherschutz strenger geregelt, die kantonalen Gesetze bleiben deshalb geltend für: Appenzell Ausserrhoden, Bern, Basel-Stadt, Basel-Landschaft, Freiburg, Genf, Graubünden, Neuenburg, St. Gallen, Solothurn, Tessin, Uri, Waadt, Wallis und Zürich.
In einer Umfrage im Auftrag der Krebsliga Schweiz, die im November 2005 durchgeführt wurde, plädierten drei von vier Schweizer Bürgern für ein allgemeines Rauchverbot in öffentlichen Räumen. Zwei von drei befragten Schweizern wollen ein solches Rauchverbot auch auf alle Cafés und Restaurants ausgeweitet sehen. In den kantonalen Volksabstimmungen gab es meist eine sehr deutliche Mehrheit für ein (strenges) Rauchverbot, so z. B. am 27. September 2009 in Genf, wo über 81 % für das Rauchverbot stimmten. Der Gastronomieverband Gastrosuisse, der grösste gastgewerbliche Arbeitgeberverband in der Schweiz, der sich zuvor schon lange gegen ein Rauchverbot ausgesprochen hatte, setzt sich nun ein für «bediente Fumoirs und eigentliche Raucherbetriebe». Der Verband appelliert an die Mitglieder, wo immer möglich rauchfreie Bereiche einzurichten, statt unmissverständlich eine Politik für rauchfreie Gastrobetriebe zu verfolgen. Hotel & Gastro Union, die führende Organisation für Arbeitnehmer im Schweizer Gastgewerbe, hingegen fordert einen umfassenden Gesundheitsschutz vor Passivrauchen für alle Beschäftigten sowie gleiche Regeln ohne Ausnahmen für alle Gastrobetriebe.
Der Begriff «Rauchverbot» wurde in der Deutschschweiz zum Wort des Jahres 2006 gewählt.
Am 23. September 2012 stimmten 66 % der Stimmbürger gegen die eidgenössische Volksinitiative «Schutz vor Passivrauchen», welche das Rauchverbot in der gesamten Schweiz einheitlich auf das Niveau der strengsten Kantone heben wollte. Auch die Mehrheit der Nichtraucher lehnte die geplanten Verschärfungen ab. Somit bleiben die unterschiedlich strengen Ausnahmeregelungen in den Kantonen weiter bestehen.
Am 13. Februar 2022 stimmten 56,6 % der Stimmbürger für die eidgenössische Volksinitiative «Ja zum Schutz der Kinder und Jugendlichen vor Tabakwerbung», die eine strengere Regulierung der Tabakwerbung vorsieht, um so die Prävention zu fördern. Damit wurde die Tabakwerbung in die Bundesverfassung aufgenommen (Art. 118 Abs. 2 Bst. b). Das im Oktober 2021 verabschiedete und im Oktober 2024 in Kraft getretene Tabakproduktegesetz wurde im Juni 2025 deswegen vom Parlament leicht angepasst, wobei aber nicht alle Forderungen der Initiaten umgesetzt wurden. Bürgerliche Parteien wollten die Freie Marktwirtschaft nicht allzu stark einschränken.

## Kantone
Das Bundesgesetz setzt minimale Anforderungen zum Schutz vor Passivrauchen und sieht vor, dass die Kantone weitergehende Regelungen zum Schutz der Gesundheit erlassen dürfen. Per 1. Januar 2011 haben 15 Kantone beschlossen, Raucherbetriebe zu verbieten. In acht Kantonen ist in den Raucherräumen keine Bedienung zugelassen.

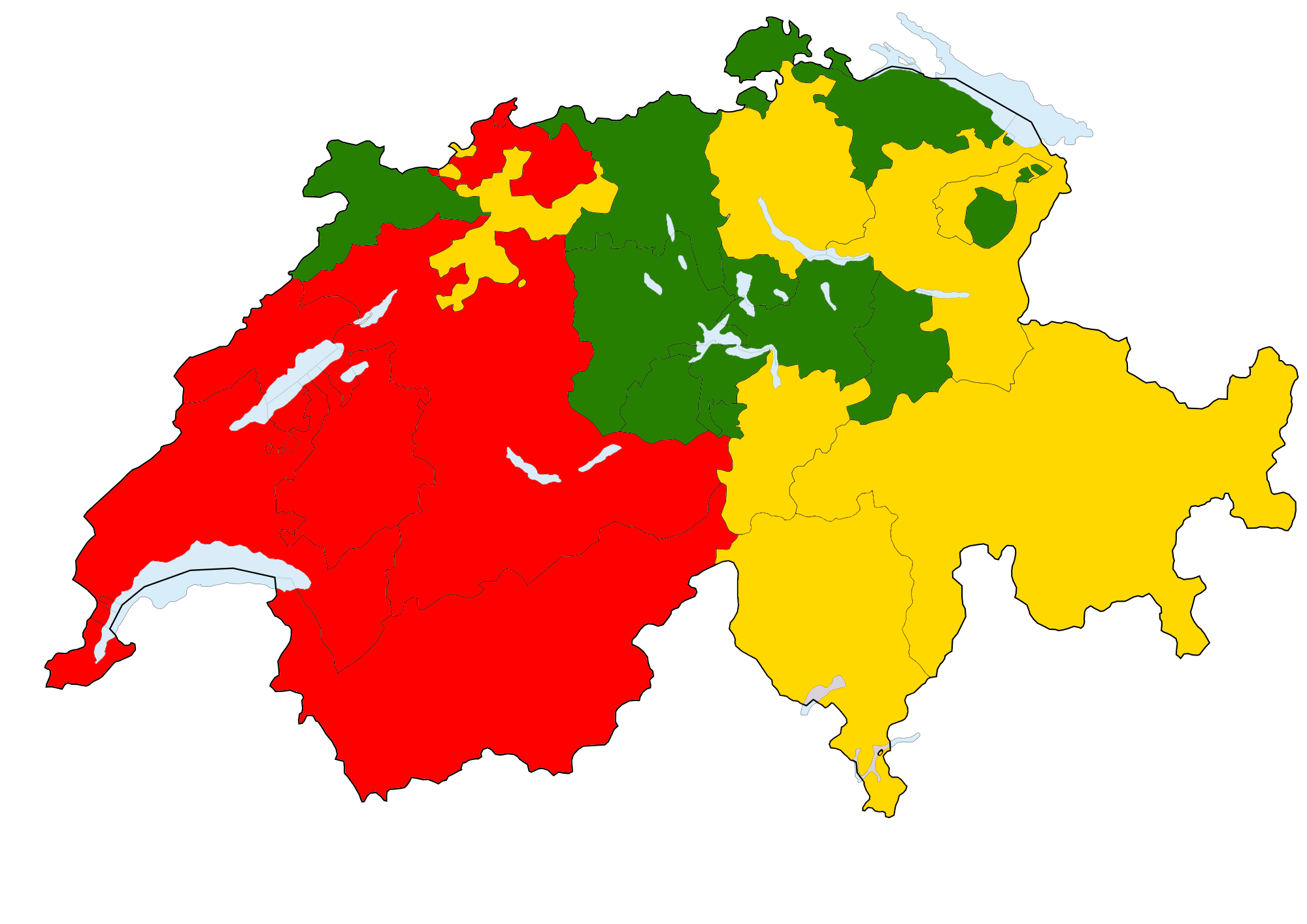
Rauchverbote der Kantone in der Gastronomie:
Unbediente Raucherräume erlaubt (Raucherbetriebe verboten)
Bediente Raucherräume erlaubt (Raucherbetriebe verboten)
Bediente Raucherräume und Raucherbetriebe (bis 80 m²) erlaubt

Kanton
 Aargau
(Bundesgesetz als Standard: )
Im Kanton Aargau trat am 1. Mai 2010 das Bundesgesetz und die Verordnung zum Schutz vor Passivrauchen in Kraft. Es gibt keine weiterführende kantonale Gesetzgebung. Somit ist das Rauchen in allen geschlossenen, öffentlich zugänglichen Räumen sowie in allen Räumen, die mehreren Personen als Arbeitsplatz dienen verboten. In Unternehmen sind Raucherräume zugelassen wenn sie abgetrennt, ausreichend belüftet und als Raucherraum gekennzeichnet sind, und nicht als Durchgang in andere Räume dienen und über selbstschliessende Türen verfügen. Auch in Gastronomiebetrieben sind Raucherräume zugelassen, wenn diese weniger als ein drittel Gesamtfläche der Ausschankräume betragen, und die Mitarbeiter eine schriftliche Zustimmung zur Arbeit in diesen Räumlichkeiten erbracht haben. Raucherlokale können unter der Bedingung geführt werden, das sie höchstens 80 Quadratmeter bediente Fläche besitzen und beim Amt für Verbraucherschutz als Raucherlokal angemeldet wurden.
 Appenzell Ausserrhoden
(Bundesgesetz als Standard: )
Im Kanton Appenzell Ausserrhoden trat am 1. Mai 2010 das Bundesgesetz und die Verordnung zum Schutz vor Passivrauchen in Kraft. Das Kantonale Gesundheitsgesetz verbietet des Weiteren Raucherlokale. Abgetrennte Raucherräume sind, unter der Bedingung, dass sie die Anforderungen des Bundesgesetzes erfüllen, zugelassen.
 Appenzell Innerrhoden
(Bundesgesetz als Standard: )
Im Kanton Appenzell Innerrhoden trat am 1. Mai 2010 das Bundesgesetz und die Verordnung zum Schutz vor Passivrauchen in Kraft. Es gibt keine weiterführende kantonale Gesetzgebung.
 Basel-Landschaft
(Bundesgesetz als Standard: )
Im Kanton Basel-Landschaft ist ein per Volksabstimmung vom 17. Mai 2009 mit 65 Prozent Ja-Stimmen durchgesetztes Rauchverbot (unbediente Rauchräume erlaubt) am 1. Mai 2010 in Kraft getreten. Des Weiteren sind Raucherlokale abgeschafft worden.
 Basel-Stadt
(Bundesgesetz als Standard: )
Im September 2008 wurde bei einer Abstimmung im Kanton Basel-Stadt eine Initiative gutgeheissen, die ein Rauchverbot fordert. Es darf nur noch in unbedienten, abgetrennten Räumen geraucht werden. Das entsprechende Gesetz ist am 1. April 2010 in Kraft getreten. Jedoch haben sich einige gastronomische Betriebe zum Verein „Fümoar“ zusammengeschlossen. In ihren Lokalitäten darf weiterhin geraucht werden, da nur Mitglieder sie betreten dürfen. Am 27. November 2011 ist eine Volksinitiative gescheitert, die das Gesetz vom 1. April 2010 lockern wollte: Der Unterschied belief sich auf 212 Stimmen bzw. 0,46 %. Im Jahr 2012 entschied ein Bundesgericht das Fümoar-Lokale gegen das Rauchverbot für Gastbetriebe verstossen würde und es sich um eine Umgehung der Kantonalen Gesetzgebung handelt. Das Bundesgericht argumentierte ausserdem, das die Bestimmungen des Kantonalen Rauchverbotes durch eine Volksinitiative erneut hinterfragt werden könne.
 Bern
(Bundesgesetz als Standard: )
Im Kanton Bern gilt seit dem 1. Juli 2009 ein Rauchverbot in der Gastronomie (Bars und Restaurants, sowie Raucherlokale). Bediente Raucherräume sind allerdings erlaubt.
 Freiburg
(Bundesgesetz als Standard: )
Im Kanton Freiburg trat am 1. Januar 2010 ein per Volksabstimmung durchgesetztes Rauchverbot in der Gastronomie in Kraft. Raucherräume ohne Bedienung sind erlaubt, werden aber nur von einer Minderheit der Wirte genutzt.
 Genf
(Bundesgesetz als Standard: )
Im Kanton Genf wurde nach langem hin und her – mehrere Volksabstimmungen und Gerichtsverhandlungen – das Rauchverbot für Gaststätten angenommen. Bereits im März 2008 hatte die Genfer Stimmbevölkerung die Verfassungsinitiative «Passivrauchen und Gesundheit» (ohne Rauchräume) mit 80 Prozent Jastimmen angenommen. Am 27. September 2009 lehnten die Stimmberechtigten mit 82 Prozent der Stimmen das Referendum gegen das «Gesetz über das Rauchverbot in den öffentlichen Räumen» (mit Rauchräumen) ab. Im Jahr 2013 wurde ein absolutes Rauchverbot im Park der World Health Organization eingeführt. Seit dem 1. Juni 2023 gilt ein Rauchverbot für verschiedene Außenbereiche, unter anderem an Bushaltestellen, auf Spielplätzen und in Schulen.
 Glarus
(Bundesgesetz als Standard: )
Kanton Glarus: Der Regierungsrat beantragte Mitte September 2009 dem Parlament, der Landsgemeinde 2010 bezüglich Passivrauchschutz die Bundesregelung vorzuschlagen. Die Kompetenz zur Bewilligung von Rauchbetrieben soll bei den Gemeinden liegen. Damit widersetzte sich der Regierungsrat besonders auch dem Memorialsantrag eines Bürgers zuhanden der Landsgemeinde betreffend rauchfreie Restaurants nach dem Tessiner Modell. Die Landsgemeinde 2010 beschloss allerdings die Annahme der Bundeslösung.
 Graubünden
(Bundesgesetz als Standard: )
Im Kanton Graubünden nahmen die Stimmberechtigten im November 2007 ein Rauchverbot an, mit knapp 75 % Ja-Stimmen. Das entsprechende Gesetz trat am 1. März 2008 in Kraft. Das Gesetz erlaubt abgetrennte und gekennzeichnete Raucherräume. Des Weiteren ist das Rauchen im Innen- und Aussenbereich von Schularealen und Schulsportanlagen sowie von Begegnungs- und Betreuungsstätten für Kinder und Jugendliche verboten.
 Jura
(Bundesgesetz als Standard: )
Im Kanton Jura sprach sich das Parlament im September 2009 mit 36 zu 12 Stimmen gegen eine Motion aus, die ein Gesetz zum Schutz vor Passivrauchen gefordert hatte. Am 1. Mai 2010 trat das Bundesgesetz und die Verordnung zum Schutz vor Passivrauchen in Kraft. Somit gelten nur die Mindeststandards des Bundesgetztes. Abgetrennte (bediente) Raucherräume, und Raucherlokale sind zugelassen.
 Luzern
(Bundesgesetz als Standard: )
Im Kanton Luzern wurde die «Motion über ein Rauchverbot in Gaststätten, Bars, Cafés und Diskotheken und anderen öffentlichen Räumen» an den Regierungsrat überwiesen (Rauchräume erlaubt). Am 1. Mai 2010 trat das Bundesgesetz und die Verordnung zum Schutz vor Passivrauchen in Kraft. Somit gelten nur die Mindeststandards des Bundesgetztes. Abgetrennte (bediente) Raucherräume, und Raucherlokale sind zugelassen.
 Neuenburg
(Bundesgesetz als Standard: )
Im Kanton Neuenburg gilt seit dem 1. April 2009 ein Rauchverbot in der Gastronomie (Raucherräume ohne Bedienung zugelassen).
 Nidwalden
(Bundesgesetz als Standard: )
Im Kanton Nidwalden trat am 1. Mai 2010 trat das Bundesgesetz und die Verordnung zum Schutz vor Passivrauchen in Kraft. Somit gelten nur die Mindeststandards des Bundesgetztes. Abgetrennte (bediente) Raucherräume, und Raucherlokale sind zugelassen.
 Obwalden
(Bundesgesetz als Standard: )
Im Kanton Obwalden wurde die «Motion zum Schutz der nichtrauchenden Mehrheit von Kantonseinwohnerinnen und Kantonseinwohnern» als Postulat an Regierungsrat überwiesen (inklusive Gastbetriebe, Rauchräume erlaubt). Jedoch erfolgte keine Einführung eines Rauchverbotes, bis das Bundesgesetz und die Verordnung zum Schutz vor Passivrauchen am 1. Mai 2010 in Kraft Somit gelten nur die Mindeststandards des Bundesgetztes. Abgetrennte (bediente) Raucherräume, und Raucherlokale sind zugelassen.
 Schaffhausen
(Bundesgesetz als Standard: )
Kanton Schaffhausen: trat am 1. Mai 2010 trat das Bundesgesetz und die Verordnung zum Schutz vor Passivrauchen in Kraft. Somit gelten nur die Mindeststandards des Bundesgetztes. Abgetrennte (bediente) Raucherräume, und Raucherlokale sind zugelassen.
 Schwyz
(Bundesgesetz als Standard: )
Kanton Schwyz: trat am 1. Mai 2010 trat das Bundesgesetz und die Verordnung zum Schutz vor Passivrauchen in Kraft. Somit gelten nur die Mindeststandards des Bundesgetztes. Abgetrennte (bediente) Raucherräume, und Raucherlokale sind zugelassen.
 Solothurn
(Bundesgesetz als Standard: )
Im Kanton Solothurn stimmte das Parlament im September 2006 einem Verbot zu. Im November sprach sich auch die Stimmbevölkerung mit deutlicher Mehrheit für ein Rauchverbot in allen öffentlichen Räumen sowie in allen Gaststätten des Kantons aus. Das entsprechende Gesetz trat am 1. Januar 2009 in Kraft. Rauchräume sind erlaubt. Am 13. Juni 2010 fand eine weitere kantonale Volksabstimmung unter dem Namen 'Für ein liberaleres Gesundheitsgesetz und ein vernünftiges Rauchverbot' statt. Ziel war eine Lockerung des bestehenden Nichtrauchergesetz durch die teilweise Streichung der erst kürzlich neu eingeführten Gesetzestexte. Die Volksabstimmung wurde mit 66 % Nein-Stimmen abgelehnt.
 St. Gallen
(Bundesgesetz als Standard: )
Im Februar 2008 beschloss die Regierung des Kanton St. Gallen das Rauchverbot in allen öffentlichen Räumen. Da die Referendumsfrist gegen den Beschluss ungenutzt verstrich, gilt das Verbot seit dem 1. Oktober 2008. Restaurants können Ausnahmebewilligungen erhalten, wenn abgetrennte Fumoirs nicht möglich sind. Da diese Regelung Ausnahmen zuliess und die Genehmigungen für Raucherlokale von Gemeinde zu Gemeinde unterschiedlich gehandhabt wurden, galt sie allgemein als nicht zufriedenstellend. Am 27. September 2009 nahmen die Stimmberechtigten die Volksinitiative «Schutz vor Passivrauchen für alle» der Lungenliga, Ärztegesellschaft und Krebsliga (unbediente Rauchräume erlaubt) mit 59 Prozent Jastimmen an und verwarfen die Initiative der Raucherliga (Rauchbetriebe erlaubt) mit 57 Prozent Neinstimmen. Dieses strengere Gesetz trat am 1. Juli 2010 in Kraft.
 Tessin
(Bundesgesetz als Standard: )
Der Kanton Tessin hat als erster Kanton am 12. Oktober 2005 ein komplettes Rauchverbot für alle öffentlichen Gebäude erlassen, nachdem eine Volksabstimmung eine Mehrheit von 80 % für die Einführung des Rauchverbots ergeben hatte. Am 12. April 2007 wurde das Verbot auf Restaurants, Bars und Cafés ausgedehnt. Ursprünglich sollten Diskotheken, Bars und Nachtclubs von der Regelung ausgenommen werden, doch nach heftiger vierstündiger Debatte wurde mit grosser Mehrheit ein generelles Rauchverbot in sämtlichen Lokalen beschlossen.
 Thurgau
(Bundesgesetz als Standard: )
Im Kanton Thurgau verwarfen die Stimmberechtigten am 17. Mai 2009 mit 55 Prozent Neinstimmen die Volksinitiative «Schutz vor Passivrauchen» und nahmen mit 55 Prozent Jastimmen den Gegenvorschlag des Grossen Rates an. Das Parlament hatte am 5. November 2008 der Volksinitiative «Schutz vor Passivrauchen» (nur Rauchräume erlaubt) einen Gegenvorschlag (Rauchräume und Rauchbetriebe erlaubt) entgegengestellt. Jedoch trat erst am 1. Mai 2010 trat das Bundesgesetz und die Verordnung zum Schutz vor Passivrauchen in Kraft. Somit gelten nur die Mindeststandards des Bundesgesetzes. Abgetrennte (bediente) Raucherräume und Raucherlokale sind zugelassen.
 Uri
(Bundesgesetz als Standard: )
Im Kanton Uri ist das Nichtraucherschutzgesetz, welches das Rauchen in Bars und Restaurants verbietet, seit dem 1. September 2009 in Kraft. Rauchräume mit Bedienung sind erlaubt.
 Waadt
(Bundesgesetz als Standard: )
Im Kanton Waadt gilt seit dem 15. September 2009 ein per Volksabstimmung durchgesetztes Rauchverbot in der Gastronomie. Unbediente Rauchräume sind erlaubt, entsprechende Gesuche waren bis am 15. Januar 2010 einzureichen.
 Wallis
(Bundesgesetz als Standard: )
Im Kanton Wallis gilt seit dem 1. Juli 2009 ein per Volksabstimmung durchgesetztes Rauchverbot in der Gastronomie. Gastrobetriebe haben die Möglichkeit, Rauchräume ohne Bedienung einzurichten.
 Zug
(Bundesgesetz als Standard: )
Im Kanton Zug lässt das neue Gesundheitsgesetz, in Kraft seit 1. März 2009, Rauchräume zu. Ausserdem kann der zuständige Gemeinderat Restaurationsbetriebe mit einer Fläche von höchstens 80 m² auf Gesuch hin als Rauchlokale bewilligen.
 Zürich
(Bundesgesetz als Standard: )
Im September 2008 wurde bei einer Abstimmung im Kanton Zürich eine Initiative gutgeheissen, die ein strenges Rauchverbot fordert. Es dürfte nur noch in unbedienten, abgetrennten Räumen geraucht werden. Im Widerspruch zur Lungenliga Zürich spricht sich der Regierungsrat für bediente Rauchräume aus und will die Verordnung zum Bundesgesetz abwarten. Das Bundesgesetz gilt seit 1. Mai 2010.